# حكومة الدفاع الوطني
حكومة الدفاع الوطني أو الحكومة المؤقتة لعام 1870 (بالفرنسية: Le Gouvernement de la Défense nationale) هي حكومة تشكلت في باريس في 4 أيلول 1870، أثناء الحرب الفرنسية البروسية، بعد استسلام نابليون الثالث في معركة سيدان، وبعد إعلان الجمهورية الفرنسية الثالثة في بلدية باريس. دامت الحكومة 130 يوم، حتى 12 كانون الثاني 1871.